# Gustav Weigand

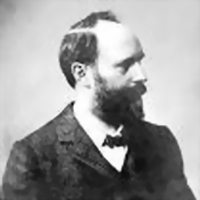
Gustav Weigand

Gustav Weigand (* 1. Februar 1860 in Duisburg; † 8. Juli 1930 in Belgershain) war ein deutscher Sprachwissenschaftler und Spezialist für Balkan-Sprachen, vor allem für die rumänische und aromunische Sprache. Er ist für seine grundlegenden Beiträge zur Dialektologie der rumänischen Sprache bekannt und für die Untersuchung der Beziehungen zwischen den Sprachen auf der Balkanhalbinsel (→ Balkansprachbund).
Weigand studierte Romanistik an der Universität Leipzig und schrieb eine Dissertation über die Sprache der Aromunen in der Region des Berges Olymp 1888, gefolgt von einer Habilitationsschrift über die Meglenorumänen im Jahre 1892. Im Jahre 1893 gründete er das rumänische Institut an der Universität Leipzig, die erste derartige Einrichtung außerhalb Rumänien, etwas später folgte das Institut für bulgarische Sprache. In den folgenden Jahren bereiste er die Balkanhalbinsel, um umfassende persönliche Feldstudien zu führen. Dabei erlernte er die regionalen Sprachen. Im Jahre 1909 veröffentlichte er den Linguistischen Atlas des dacorumänischen Sprachgebiets, das erste Werk dieser Art im Bereich der romanischen Sprachwissenschaft. 1917 gründete Weigand das interdisziplinäre „Südosteuropa- und Islam-Institut“ an der Universität Leipzig.
Während des Ersten Weltkrieges wurde er von den deutschen Behörden im Rahmen des Feldforschungsunternehmens „Makedonische Landeskommission“, die von Kaiser Wilhelm II. finanziert wurde, nach Makedonien geschickt um ethnographische Studien zu führen. Die Ergebnisse wurden im Jahr 1923 unter dem Titel Ethnographie Makedoniens veröffentlicht.
In Anerkennung für seine Forschung an der rumänischen Sprache wurde Gustav Weigand als ausländisches Mitglied der Rumänischen Akademie im Jahre 1892 gewählt. Außerdem war er ausländisches Mitglied der Bulgarischen Akademie der Wissenschaften und des mazedonischen Wissenschaftlichen Instituts. Er verstarb in Belgershain, Sachsen.

## Werke
- (1888): Die Sprache der Olympo-Walachen. Dissertation, Universität Leipzig.
- (1892): Vlacho-Meglen. Eine ethnographisch-philologische Untersuchung. Leipzig.
- (1895): Die Aromunen/Ethnographisch-Philologisch-Historische Untersuchungen. Leipzig.
- (1907): Bulgarische Grammatik
- (1909): Linguistischer Atlas des dacorumänischen Sprachgebiets. Leipzig: Barth (Link).
- (1922): Spanische Grammatik für Lateinschulen, Universitätskurse und zum Selbstunterricht
- (1913): Bulgarisch-deutsches Wörterbuch
- (1913): Albanesische Grammatik im südgegischen Dialekt (Durazzo, Elbassan, Tirana). Ambrosius Verlag Leipzig.
- (1923): Ethnographie Makedoniens. Leipzig.
- (1925): Die Berglaute Lahuta e Macis Gjergj Fishta, Hrsg. Leipzig: Joh. Ambr. Barth, übers. u. erl. von Gustav Weigand.